# Sagittarius serpentarius
El secretario o serpentario (Sagittarius serpentarius) es una especie de ave accipitriforme de la familia Sagittariidae, la única de su familia (Sagittariidae) y de su género (Sagittarius). No se reconocen subespecies. El nombre le viene por su peculiar librea, gris y con las patas negras, y con un copete de plumas como llevaban los secretarios británicos de hace siglos. También se piensa que es una mala traducción francesa de su nombre árabe saqr-et-tair (ave cazadora).

## Distribución y hábitat
Está ampliamente extendido en África al sur del Sahara. Habita las sabanas africanas desde Somalia hasta Senegal y de Kenia a Sudáfrica.

## Historia natural
Es una de las rapaces más características de toda la fauna africana. Es de gran tamaño, aproximadamente un metro de alzada y de hábitos semiterrestres. Se distingue del resto de rapaces por cazar en el suelo y no desde el aire. Recorre a zancadas los herbazales al acecho de presas que van desde saltamontes a culebras y mamíferos de pequeño tamaño, a los que ataca golpeándolos con sus largas patas, provistas de cortos dedos y fuertes garras afiladas.

## Comportamiento y ecología

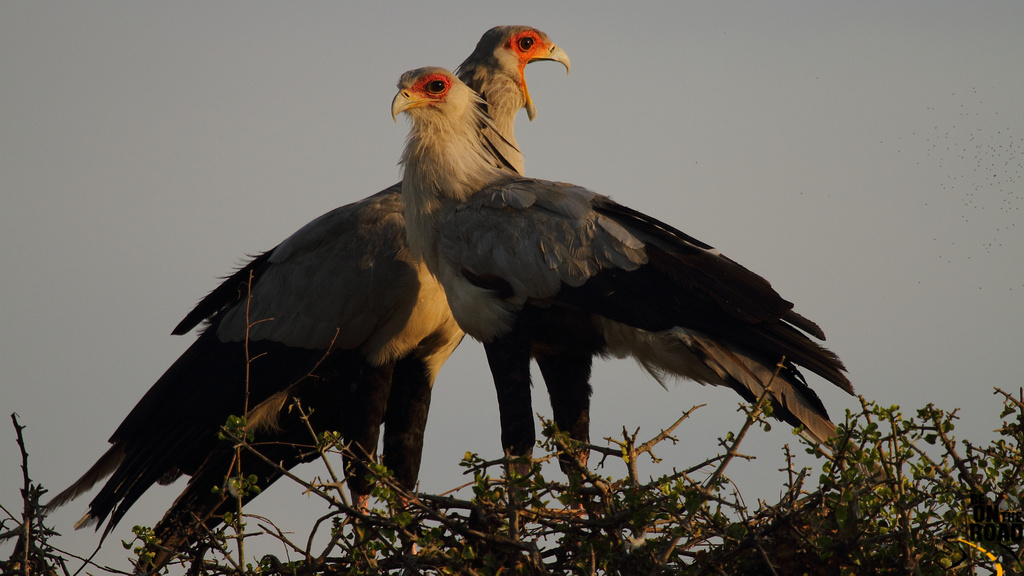
Una pareja en lo alto de un árbol

Los secretarios no suelen ser gregarios aparte de las parejas y sus crías. Suelen posarse en árboles del género Acacia o Balanites, o incluso en pinos introducidos en Sudáfrica. Salen entre 1 y 2 horas después del amanecer, generalmente después de pasar algún tiempo acicalándose. Las parejas apareadas se posan juntas pero pueden buscar alimento por separado, aunque a menudo permanecen a la vista la una de la otra. Caminan a una velocidad de 2,5-3 km/h (1,6-1,9 mph), dando una media de 120 pasos por minuto. Después de pasar gran parte del día en el suelo, los secretarios regresan al anochecer, moviéndose a sotavento antes de volar a barlovento. Las aves que se encuentran solas son a menudo machos no unidos, cuyos territorios están generalmente en áreas menos adecuadas. Por el contrario, grupos más grandes de hasta 50 individuos pueden estar presentes en una zona con un recurso localizado, como una charca en una zona seca o una irrupción de roedores o langostas que huyen de un incendio.
Los secretarios vuelan con las plumas primarias desplegadas para controlar las turbulencias. Sus alas pueden batirse, aunque de manera lenta y laboriosa y requiriendo un levantamiento para sostenerse; de lo contrario pueden quedar exhaustos. En el calor del día, utilizan las térmicas para elevarse hasta 3800 metros (4155,7 yd) por encima del suelo.
Se cree que la esperanza de vida es de 10 a 15 años en la naturaleza, con el ejemplar más anciano, confirmado por anillado, de 5 años un polluelo anillado el 23 de julio de 2011 en Bloemfontein y recuperado 440 kilómetros (273,4 mi) en Mpumalanga el 7 de junio de 2016, y hasta 19 años en cautividad. Los secretarios, como todas las aves, tienen parásitos hematozoos en la sangre que incluyen el Leucocytozoon beaurepairei que Dias 1954 registró en Mozambique. Se ha descubierto que las aves silvestres de Tanzania tienen Hepatozoon ellisgreineri, un género que es único entre los hematozoos aviares al madurar dentro de los granulocitos, principalmente heterófilos. Entre los ectoparásitos se encuentran los piojos Neocolpocephalum cucullare (Giebel) y Falcolipeurus secretarius (Giebel).

### Cría

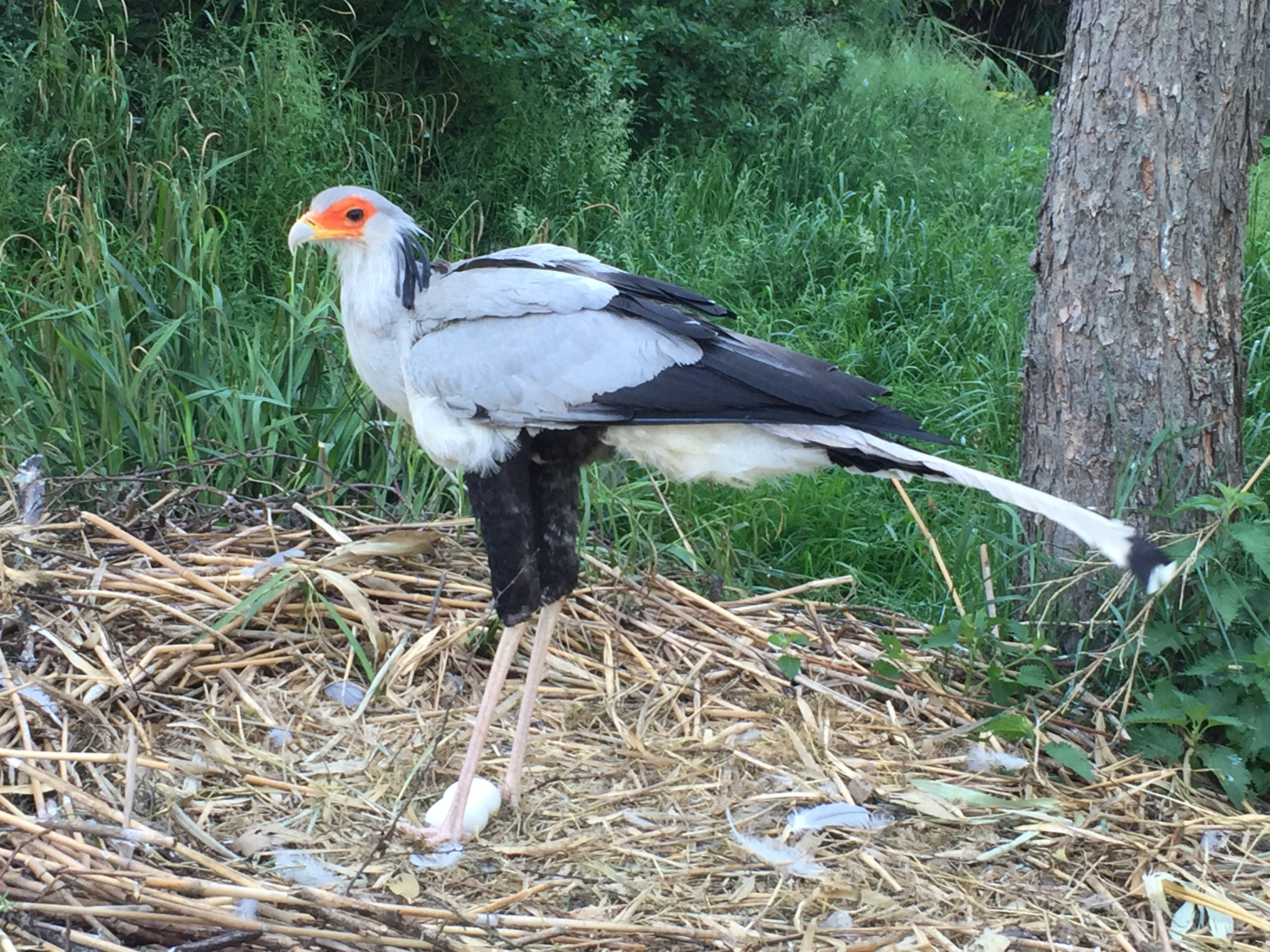
Secretario en cautividad con dos huevos en su nido

Los secretarios forman parejas monógamas y defienden un amplio territorio de unos 50 kilómetros cuadrados (19,3 mi²). Pueden criar en cualquier momento del año, con mayor frecuencia en la estación seca tardía. Durante el cortejo, exhiben un espectáculo nupcial elevándose con patrones de vuelo ondulantes y llamando con un graznido gutural. Los machos y las hembras también pueden realizar una exhibición en el suelo persiguiéndose con las alas hacia arriba y hacia atrás, que es también la forma en que defienden su territorio.Se aparean en el suelo o en los árboles.
El nido es construido por ambos sexos en la cima de un denso árbol espinoso, a menudo una Acacia, a una altura de entre 2,5 y 13 metros (8,2 y 42,7 pies) sobre el suelo. El nido se construye como una plataforma relativamente plana de palos 1-1,5 metros (3,3-4,9 pies) con una profundidad 30-50 centímetros (11,8-19,7 plg). La depresión poco profunda está revestida de hierba y de algún trozo de estiércol.
Los huevos se ponen a intervalos de 2 a 3 días hasta que se completa la nidada de 1 a 3 huevos. Los huevos alargados de color verde azulado o blanco tienen un tamaño medio de 78 x 57 milímetros (3,1 x 2,2 plg) y pesan 130 gramos (4,6 oz). Ambos padres incuban los huevos, comenzando en cuanto se pone el primero, pero normalmente es la hembra la que permanece en el nido durante la noche. El progenitor incubador saluda a su pareja cuando regresa con una exhibición de inclinación y balanceo de la cabeza con el cuello extendido. La cola se mantiene erguida con las plumas desplegadas y las plumas del pecho están hinchadas.
Los huevos eclosionan al cabo de unos 45 días a intervalos de 2-3 días. Ambos padres alimentan a las crías. Los adultos regurgitan la comida en el suelo del nido y luego recogen elementos y se los pasan a los polluelos. Durante las primeras 2 o 3 semanas después de la eclosión de los huevos, los padres se turnan para permanecer en el nido con las crías. A pesar de la diferencia de tamaño de los polluelos debido a la eclosión asíncrona, se ha observado poca agresión entre hermanos. En condiciones favorables, todos los pollos de una nidada de tres huevos emplumen, pero si el alimento es escaso uno o más de los polluelos morirán de hambre. Las crías pueden ser presa de cuervos, cálaos y grandes búhos.

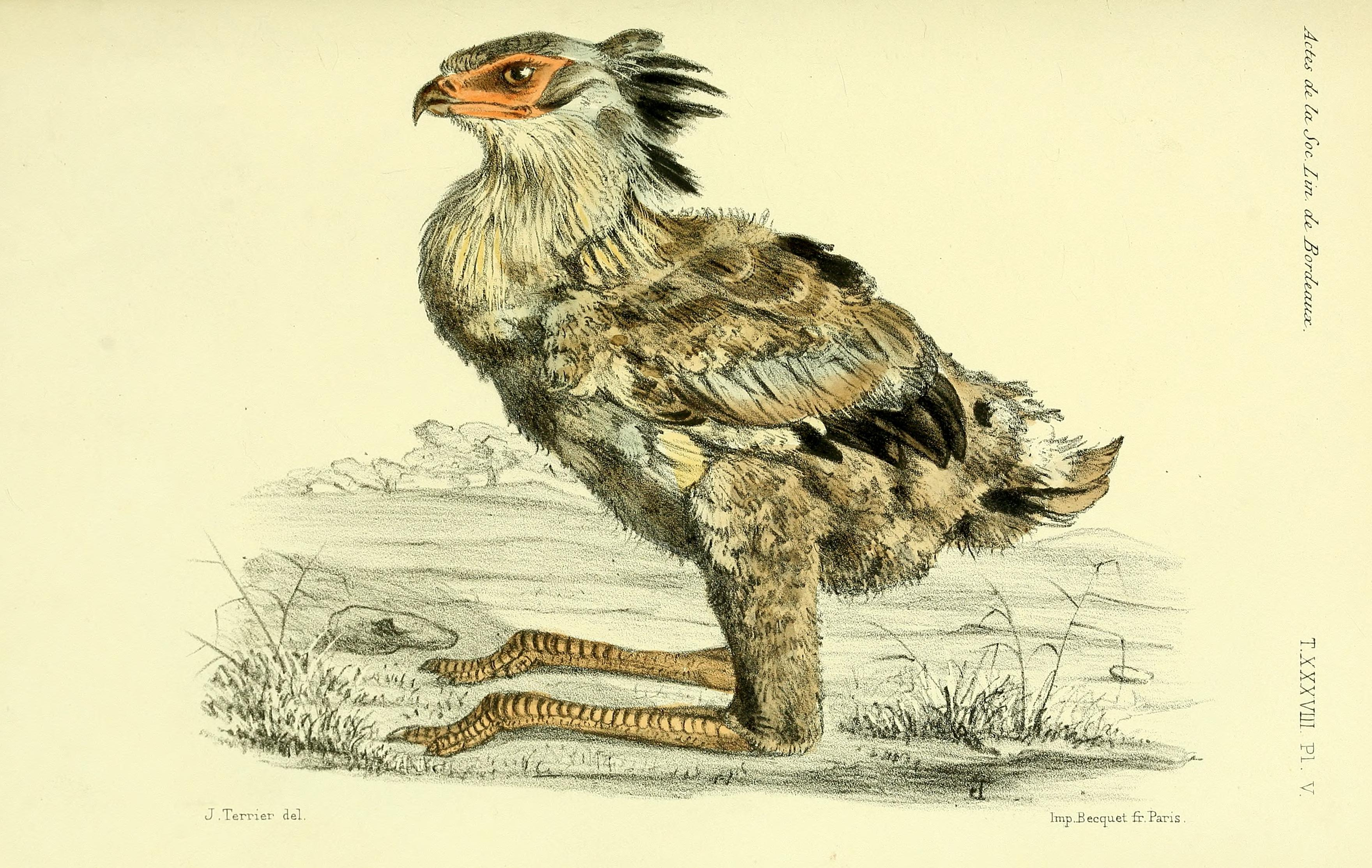
Ilustración de un polluelo, de Faune de la Sénégambie (1883), por Alphonse Trémeau de Rochebrune.

Las crías nacen cubiertas de un plumón de color blanco grisáceo que se vuelve gris más oscuro al cabo de dos semanas. La piel facial y las patas desnudas son amarillas. Las plumas de la cresta aparecen a los 21 días y las de vuelo a los 28 días. Pueden ponerse de pie y alimentarse de forma autónoma a los 40 días, aunque los padres siguen alimentando a los polluelos después de ese tiempo. A los 60 días, las crías, ya completamente emplumadas, empiezan a batir las alas. Su aumento de peso durante este periodo pasa de 56 gramos (2 oz) al nacer, a 500 gramos (17,6 oz) a los 20 días, 1,1 kilogramos (2,4 lb) a los 30 días, 1,7 kilogramos (3,7 lb) a los 40 días, 2 kilogramos (4,4 lb) a los 50 días, 2,5 kilogramos (5,5 lb) a los 60 días y 3 kilogramos (6,6 lb) a los 70 días. El momento en que abandonan el nido puede ser entre los 65 y los 106 días de edad, aunque lo más típico es que ocurra entre los 75 y los 80 días de edad. El vuelo se lleva a cabo saltando del nido o utilizando un planeo semicontrolado hasta el suelo.
Los juveniles permanecen en su área de distribución natal antes de dispersarse cuando tienen entre 4 y 7 meses de edad. La edad habitual a la que se reproducen por primera vez es incierta, pero hay un registro de un pájaro macho que se reproduce con éxito a una edad de 2 años y 9 meses, que es joven para una gran rapaz.

### Alimentación

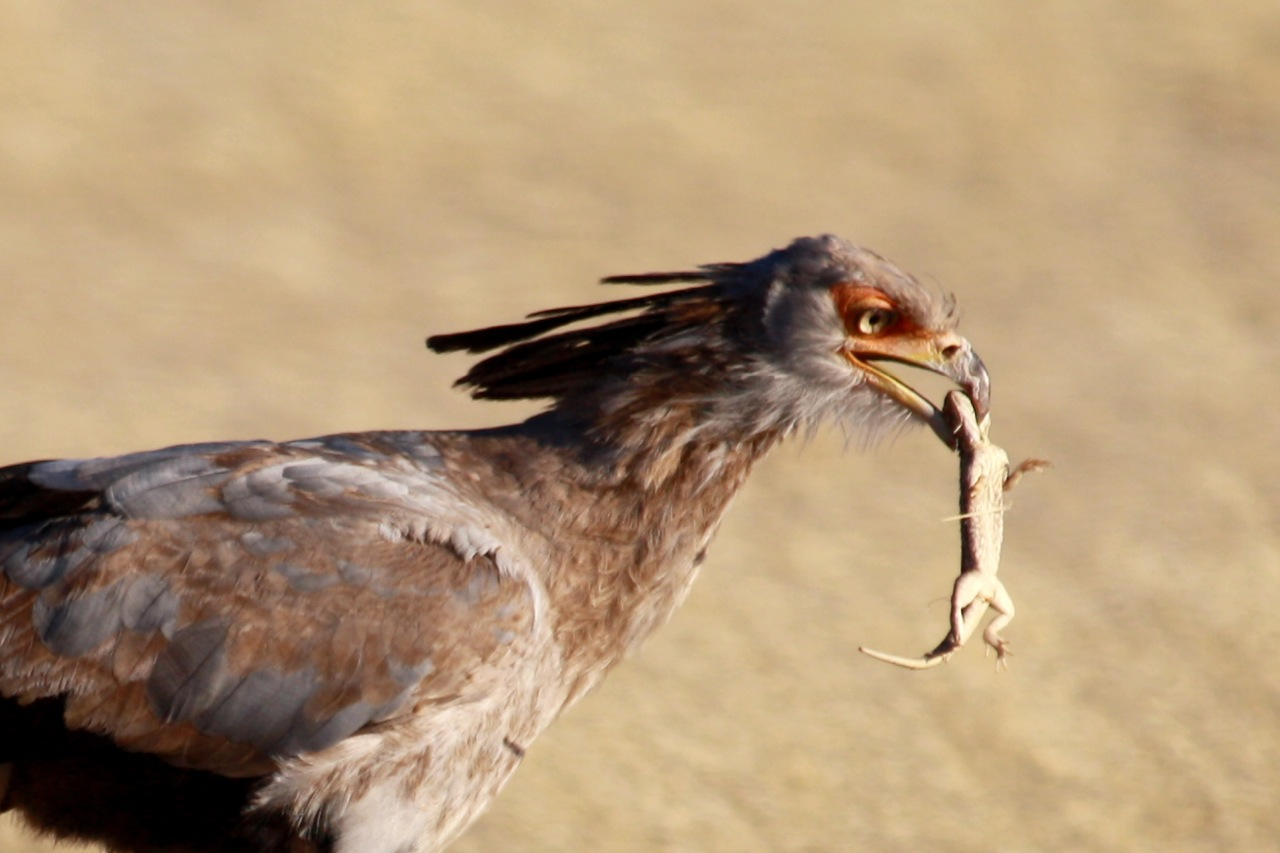
Juvenil con una lagartija muerta en el Parque nacional de Namib-Naukluft, Namibia.

A diferencia de la mayoría de aves de presa, el pájaro secretario es en gran medida un animal terrestre, que caza sus presas a pie. Los adultos cazan en parejas y a veces en bandos familiares sueltos, acechando a través del hábitat con largas zancadas. Las presas pueden ser insectos como langostas y escarabajos, mamíferos que van desde el ratón hasta la liebres y la mangosta, cangrejos, lagartos, serpientes, tortugas, pequeños pájaros, huevos de pájaros y, a veces, animales muertos en incendios de pastos o matorrales. Los herbívoros más grandes no suelen ser cazados, aunque hay algunos informes de aves secretas que matan a jóvenes gacelas y cachorros de guepardo. La importancia de las serpientes en la dieta ha sido exagerada en el pasado, aunque pueden ser localmente importantes y las especies venenosas como adders y cobras se encuentran regularmente entre los tipos de serpientes depredadas. Las aves secretas no comen carroña.
Las aves suelen expulsar a sus presas de la hierba alta pisoteando la vegetación circundante. Sus plumas de la cresta pueden levantarse durante la caza, lo que puede servir para ayudar a asustar al objetivo y proporcionar sombra para la cara. El ave persigue a la presa con las alas extendidas y mata golpeando con rápidos golpes de las patas. Sólo con presas pequeñas, como las avispas, el ave utilizará su pico para cogerlas directamente. Hay algunos informes que indican que, al capturar serpientes, el ave secretaria levanta el vuelo con su presa y luego la deja caer hacia su muerte, aunque esto no se ha verificado. Incluso con presas más grandes, la comida suele tragarse entera a través de la considerable abertura de las aves. Ocasionalmente, al igual que otras rapaces, sujetan un alimento con las patas mientras lo desgarran con el pico.

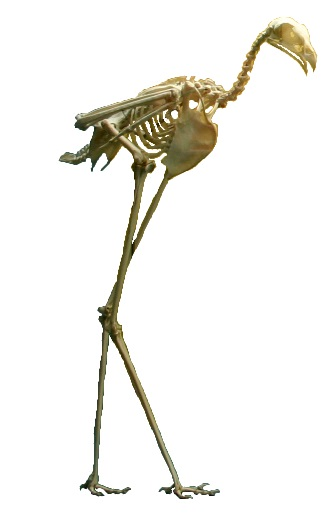
Esqueleto de ave secreta; las patas se utilizan para matar a las presas

La comida que no puede ser digerida es regurgitada en forma de bolitas 40-45 milímetros (1,6-1,8 plg) de diámetro y 30-100 milímetros (1,2-3,9 plg) de longitud. Estos se dejan caer en el suelo, normalmente cerca del dormidero o de los árboles donde anidan. El ave secretaria tiene un tracto digestivo relativamente corto en comparación con las grandes aves africanas con dietas más mixtas, como la avutarda kori. El intestino anterior está especializado en el consumo de grandes cantidades de carne y hay poca necesidad de descomponer mecánicamente los alimentos. El buche está dilatado y la molleja no es muscular, como en otras aves carnívoras. El intestino grueso tiene un par de cecas vestigiales, ya que no es necesario para la digestión fermentativa del material vegetal.
Las aves secretas están especializadas en pisotear a sus presas hasta matarlas o inmovilizarlas. Este método de caza se aplica comúnmente a lagartos o serpientes. Se comprobó que un macho adulto entrenado para golpear a una serpiente de goma en una placa de fuerza golpeaba con una fuerza equivalente a cinco veces su propio peso corporal, con un periodo de contacto de sólo 10-15 milisegundos. Este breve tiempo de contacto sugiere que el ave secreta se basa en una orientación visual superior para determinar la ubicación precisa de la cabeza de la presa. Aunque se sabe poco sobre su campo visual, se supone que es amplio, frontal y binocular. Las aves secretas tienen unas patas inusualmente largas (casi el doble que las de otras aves terrestres de la misma masa corporal), lo que se cree que es una adaptación para el método de caza único de pisar y golpear. Sin embargo, parece que estas largas extremidades también reducen su eficacia al correr. El ecofisiólogo Steve Portugal y sus colegas han planteado la hipótesis de que los extintos Phorusrhacidae (pájaros del terror) pueden haber empleado una técnica de caza similar a la de los secretores porque son anatómicamente parecidos, aunque no están estrechamente emparentados.
Los secretores rara vez se encuentran con otros depredadores, excepto en el caso de las águilas rapaces, que roban sus presas. Las águilas roban principalmente las presas más grandes y atacan a los pájaros secretores tanto en solitario como en pareja. Las parejas de pájaros secretores a veces consiguen ahuyentar a las águilas e incluso pueden derribarlas e inmovilizarlas en el suelo.

## Relación con los humanos

### Importancia cultural
El secretario está representado en el mango de un cuchillo de marfil recuperado en Abu Zaidan en el Alto Egipto, que data de la cultura Naqada III (c. 3.200 a. C.). Este y otros mangos de cuchillos indican que el secretario probablemente se produjo históricamente más al norte del Nilo.

Ave secretario representada en el emblema de Sudán.

El secretario ha sido tradicionalmente admirado en África por su llamativo aspecto y su capacidad para enfrentarse a plagas y serpientes.  Como tal, a menudo no se le ha molestado, aunque esto está cambiando a medida que las observancias tradicionales han disminuido. Es una característica prominente en el escudo de armas de Sudáfrica, que fue adoptado en 2000. Con sus alas extendidas, representa el crecimiento, y su afición a matar serpientes es simbólica como protector del Estado sudafricano contra los enemigos. Está en el emblema de Sudán, adoptado en 1969. Aparece en la bandera presidencial sudanesa y en el sello presidencial. El secretario ha sido un motivo habitual de los países africanos en los sellos de correos: se conocen más de un centenar de sellos de 37 emisores, entre los que se encuentran algunas de entidades emisoras de sellos como Ajman, Manama y las Maldivas, regiones en las que no existe el ave, así como las Naciones Unidas.
Los masái lo llama ol-enbai nabo, o "una flecha", en referencia a las plumas de su cresta. Han utilizado partes del ave en la medicina tradicional: sus plumas podían quemarse y el humo resultante inhalarse para tratar la epilepsia, su huevo podía consumirse con té dos veces al día para tratar los dolores de cabeza, y su grasa podía hervirse y beberse para el crecimiento de los niños o la salud del ganado. El pueblo xhosa llama al ave inxhanxhosi y le atribuye una gran inteligencia en el folclore. Los zulúes lo llama intungunono.
El biólogo alemán Ragnar Kinzelbach propuso en 2008 que el secretario estaba registrado en la obra del siglo XIII De arte venandi cum avibus del emperador del Sacro Imperio Romano Germánico Federico II. Descrito como bistarda deserti, fue confundido con una avutarda. Lo más probable es que Federico conociera el ave a través de fuentes egipcias. El sacerdote y viajero francés del siglo XVI André Thevet también escribió una descripción de una misteriosa ave en 1558 que ha sido comparado por Kinzelbach con esta especie.
En la película de Disney Bedknobs and Broomsticks, uno de los residentes de Naboombu, el ayudante del rey Leónidas, es un secretario-pájaro. Tanto el pájaro secretario como el rey tienen la voz de Lennie Weinrib.
En el anime Aggressive Retsuko, Washimi, la secretaria del presidente de la compañía, es un ave secretaria.
En el filme del año 2024 Flow, el ave que acompaña al gato y forma parte del grupo en el barco es un secretario. Sin embargo, tiene hábitos que no coinciden con el animal en el que se basa. Por ejemplo, en la película se alimenta de peces, lo cual no come en su hábitat natural, donde prefiere insectos, mamíferos pequeños y serpientes. También, en el largometraje se lo puede ver en un grupo de alrededor de 10-15 ejemplares, un hábito ocasional en la especie cuando se juntan en un área con un recurso necesario para la bandada (en la película mencionada se podía tratar de un lugar con tierra firme luego de la inundación y población permanente de peces). Luego el ave se separa del grupo y viaja con el protagonista en el barco, comportamiento más común, ya que la mayoría de secretarios se avistan o solitarios o en pareja.

### Amenazas y conservación
En 1968 la especie pasó a estar protegida por la Convención Africana sobre la Conservación de la Naturaleza y los Recursos Naturales. La Unión Internacional para la Conservación de la Naturaleza (UICN) incluyó al secretario en 2016 como especie vulnerable y como en peligro en 2020, debido a un reciente y rápido declive en toda su área de distribución. Aunque está muy extendida, la especie está escasamente distribuida a lo largo de su área de distribución; en 2016 se estimó que su población oscilaba entre 6.700 y 67.000 individuos. El seguimiento a largo plazo en toda Sudáfrica entre 1987 y 2013 ha demostrado que las poblaciones han disminuido en todo el país, incluso en áreas protegidas como el parque nacional Kruger debido a la invasión de arbustos, un aumento de la cubierta vegetal alta, lo que provoca la pérdida del hábitat abierto que la especie prefiere.
Como población, el secretario se ve amenazado principalmente por la pérdida de hábitat debida a la fragmentación por las carreteras y el desarrollo y el sobrepastoreo de los pastizales por el ganado. Se ha registrado cierta adaptación a zonas alteradas, pero la tendencia es al declive.

### En cautividad
La primera cría con éxito de un pájaro secretario en cautividad se produjo en 1986 en el Zoológico de la Ciudad de Oklahoma. Aunque los pájaros secretores normalmente construyen sus nidos en los árboles en la naturaleza, los pájaros cautivos en el zoológico construyeron los suyos en el suelo, lo que los dejó expuestos a la depredación de los mamíferos salvajes locales. Por lo tanto, el personal del zoo retiraba los huevos del nido cada vez que los ponían para poder incubarlos y hacerlos nacer en un lugar más seguro. La especie también se ha reproducido y criado en cautividad en el San Diego Zoo Safari Park.